# Wasenried
Das Gebiet Wasenried ist ein mit Verordnung vom 24. Februar 1984 des Regierungspräsidiums Tübingen ausgewiesenes Naturschutzgebiet (NSG-Nummer 4.116) im Norden der baden-württembergischen Stadt Sigmaringen und im Süden der Gemeinde Bingen im Landkreis Sigmaringen in Deutschland.

## Beschreibung
Beschrieben wird das Wasenried als „Flachmoor mit einem in die Moorvegetationseinheit hineinragenden felsigen Waldrücken und mannigfaltig gestalteten Biotopen mit großem Reichtum an Pflanzen- und Tierarten.“

## Lage
Das rund elf Hektar große Naturschutzgebiet Wasenried gehört naturräumlich zur Mittleren Flächenalb. Es liegt rund 2,2 Kilometer nordöstlich der Sigmaringer Stadtmitte in einer Senke des unteren Laucherttals, auf einer Höhe von 604 m ü. NN

## Schutzzweck
Wesentlicher Schutzzweck ist die Erhaltung eines Feuchtgebietes (Flachmoor) mit einem in die Moorvegetationseinheit hineinragenden felsigen Waldrücken. Dadurch wird die Mannigfaltigkeit der Biotopgestaltung und der daraus folgende Artenreichtum erhöht. Es kommen zahlreiche seltene Tier‑ und Pflanzenarten vor.

### Partnerschutzgebiete
Das Wasenried ist umgeben vom Landschaftsschutzgebiet „Laucherttal mit Nebentälern“ (4.37.001) und ist Teil sowohl des FFH-Gebiets „Gebiete um das Laucherttal“ (7821341) als auch des Vogelschutzgebiets „Südwestalb und Oberes Donautal“ (7820441).

## Flora und Fauna

### Flora

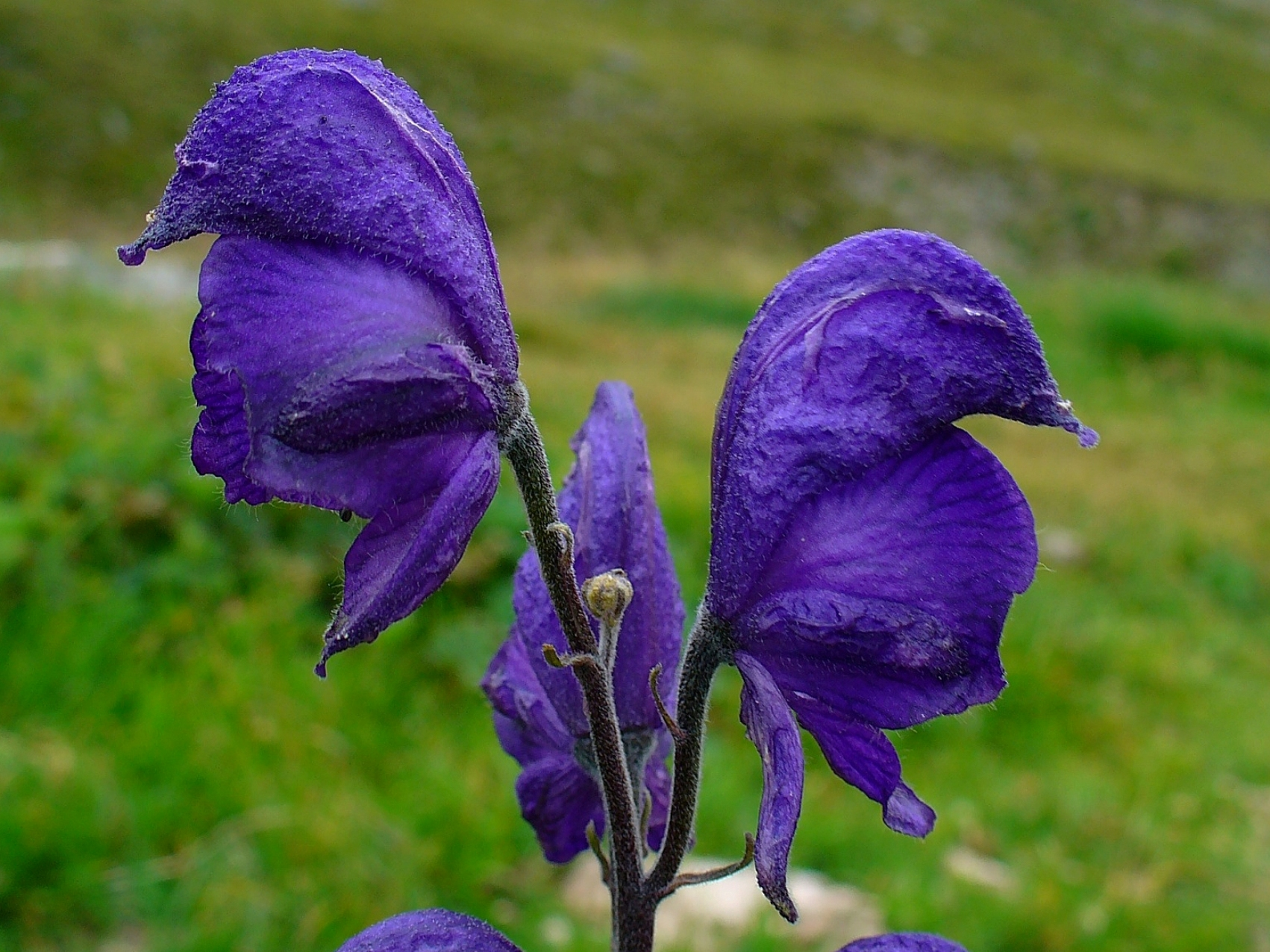
Blauer Eisenhut

Folgende Pflanzenarten (Auswahl), sind im Wasenried beschrieben:
- Hahnenfußgewächse (Ranunculaceae)
  - Blauer Eisenhut (Aconitum napellus), auch Mönchs-, Fischer- und Reiterkappe, Gift- und Sturmhut, Würgling und Ziegentod; eine der giftigsten Pflanzen in Deutschland, bereits zwei Gramm der Wurzel sind tödlich.[2]
  - Bunter Eisenhut (Aconitum variegatum), auch Gescheckter Eisenhut
  - Ähriges Christophskraut (Actaea spicata)
- Lippenblütler (Lamiaceae)
  - Kriechender Günsel (Ajuga reptans)
- Moschuskrautgewächse (Adoxaceae)
  - Moschuskraut oder Bisamkraut (Adoxa moschatellina)
- Seidelbastgewächse (Thymelaeaceae)
  - Echter Seidelbast (Daphne mezereum), auch Echt-Seidelbast, Gewöhnlicher Seidelbast oder Kellerhals
- Süßgräser (Poaceae)
  - Verschiedenblättriger Schwingel (Festuca heterophylla Lam.)

### Fauna
Folgende Tierarten (Auswahl), sind im Wasenried beschrieben:

#### Amphibien
- Froschlurche (Anura)
  - Erdkröte (Bufo bufo)
  - Grasfrosch (Rana temporaria)

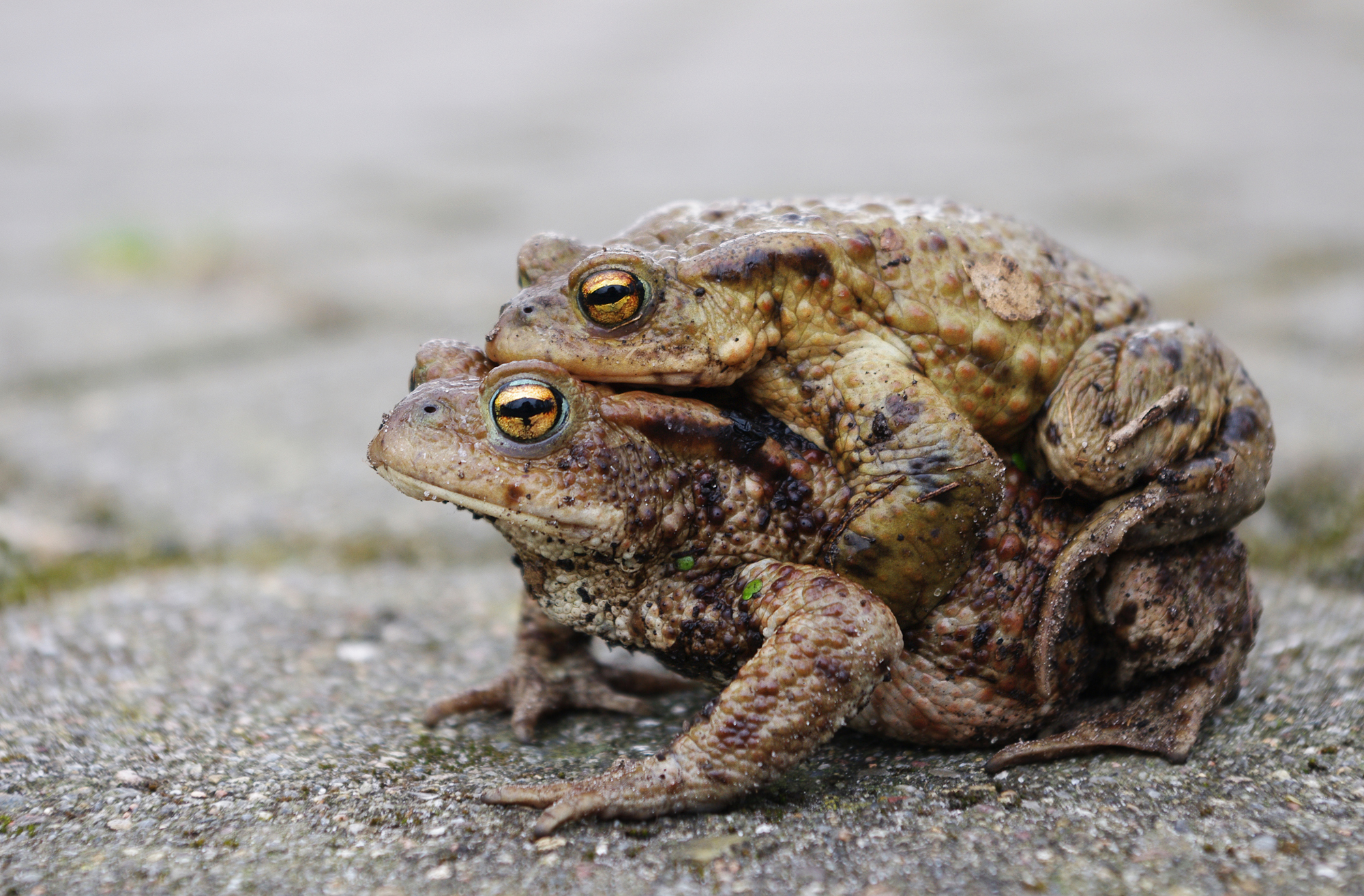
Erdkrötenpaar

  - Teichfrosch (Pelophylax „esculentus“)
- Schwanzlurche (Caudata)
  - Nördlicher Kammmolch (Triturus cristatus); Naturparktier des Jahres 2011

#### Insekten
- Käfer (Coleoptera)
  - Moschusbock (Aromia moschata)
- Kurzfühlerschrecken (Caelifera)

Moschusbock

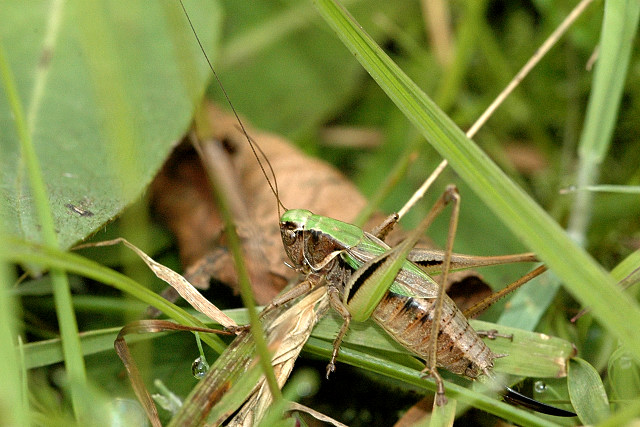
Kurzflügelige Beißschrecke

  - Gemeiner Grashüpfer (Chorthippus parallelus)
  - Große Goldschrecke (Chrysochraon dispar)
  - Kleine Goldschrecke (Euthystira brachyptera)
  - Rote Keulenschrecke (Gomphocerippus rufus)
  - Sumpfgrashüpfer (Chorthippus montanus)
  - Sumpfschrecke (Stethophyma grossum)
- Langfühlerschrecken (Ensifera)
  - Gemeine Strauchschrecke (Pholidoptera griseoaptera)
  - Kurzflügelige Beißschrecke (Metrioptera brachyptera)
  - Roesels Beißschrecke (Metrioptera roeselii)
- Libellen (Odonata)
  - Blaugrüne Mosaikjungfer (Aeshna cyanea); Libelle des Jahres 2012[3]
  - Gebänderte Prachtlibelle (Calopteryx splendens); Naturparktier des Jahres 2007
  - Hufeisen-Azurjungfer (Coenagrion puella)
  - Schwarze Heidelibelle (Sympetrum danae)
  - Speer-Azurjungfer (Coenagrion hastulatum); Libelle des Jahres 2013[4]
- Schmetterlinge (Lepidoptera)

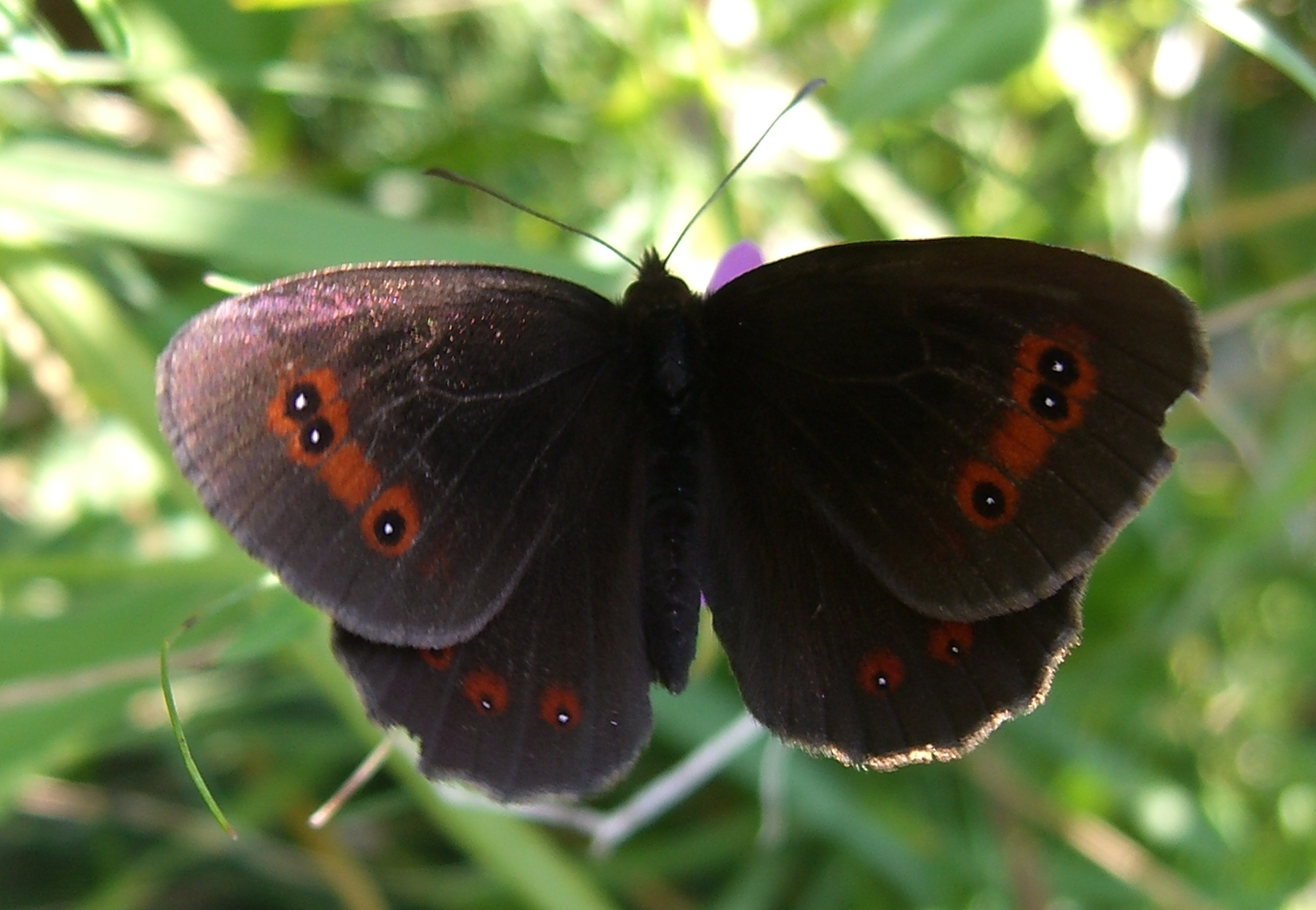
Graubindiger Mohrenfalter

- - Gammaeule (Autographa gamma), auch Pistoleneule genannt
  - Graubindiger Mohrenfalter (Erebia aethiops), auch Waldteufel, Trockenrasenwald-Mohr oder einfach nur Mohrenfalter genannt; Schmetterling des Jahres 2003
  - Kleiner Würfel-Dickkopffalter oder Malven-Würfelfleck (Pyrgus malvae)
  - Schwalbenschwanz (Papilio machaon); Schmetterling des Jahres 2006
  - Weißbindiger Mohrenfalter (Erebia ligea)
  - Tagpfauenauge (Aglais io); Schmetterling des Jahres 2009
  - Zitronenfalter (Gonepteryx rhamni), Insekt des Jahres 2002 in Deutschland

#### Reptilien
- Schlangen (Serpentes)
  - Ringelnatter (Natrix natrix)
- Schuppenkriechtiere (Squamata)

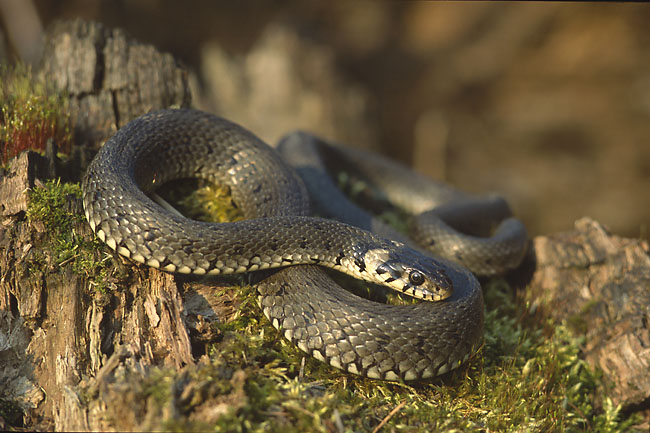
Ringelnatter

  - Waldeidechse (Zootoca vivipara), auch Berg- oder Mooreidechse; Reptil des Jahres 2006

#### Vögel
- Falkenartige (Falconiformes)

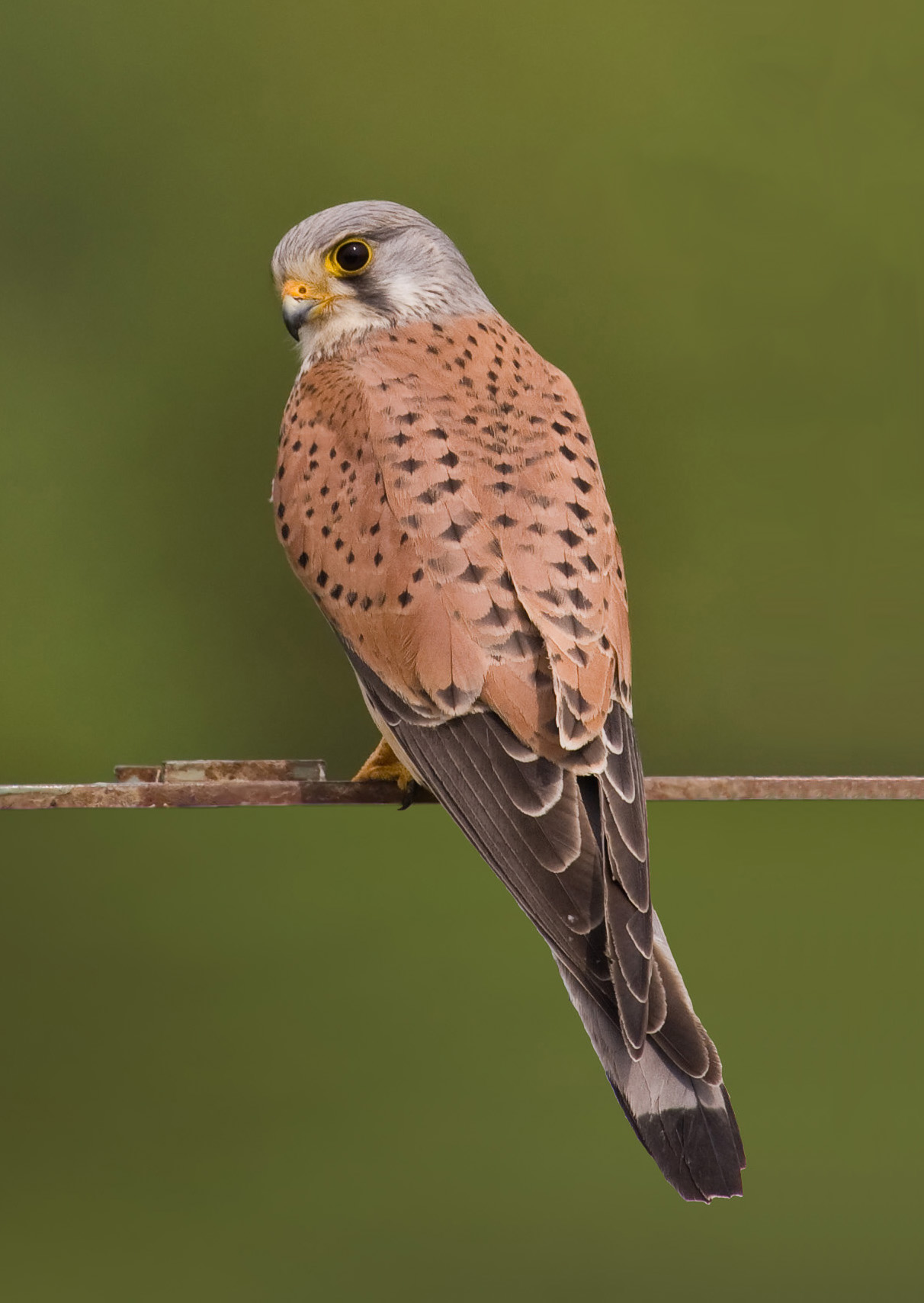
Turmfalke

  - Turmfalke (Falco tinnunculus); 2007 Vogel des Jahres in Deutschland und Österreich[5] sowie 2008 Vogel des Jahres in der Schweiz.[6]
- Greifvögel (Accipitriformes)
  - Rotmilan (Milvus milvus), auch Gabelweihe oder Königsweihe genannt; 2000 Vogel des Jahres in Deutschland und Österreich
- Hühnervögel (Galliformes)
  - Fasan (Phasianus colchicus)
- Regenpfeiferartige (Charadriiformes)
  - Kiebitz (Vanellus vanellus); 1996 Vogel des Jahres in Deutschland
- Spechtvögel (Piciformes)
  - Buntspecht (Dendrocopos major); 1997 Vogel des Jahres in Deutschland
- Sperlingsvögel (Passeriformes)
  - Goldammer (Emberiza citrinella); 1999 Vogel des Jahres in Deutschland
  - Kleiber (Sitta europaea); 2006 Vogel des Jahres in Deutschland und Österreich
  - Teichrohrsänger (Acrocephalus scirpaceus), im Volksmund auch Rohrspatz genannt; 1989 Vogel des Jahres in Deutschland